# Кутията
„Кутията“ (на английски: The Box) е щатски психологически трилър от 2009 г., базиран на кратката история „Button, Button“ от Ричард Матисън. Филмът е написан и режисиран от Ричард Кели и във филма участват Камерън Диаз, Джеймс Марсдън, Франк Лангела и Джеймс Ребхорн.